# Cloudera Impala
Cloudera Impala è un motore per interrogazioni SQL open source ad elaborazione parallela di massa (MPP) per dati archiviati in computer in cui viene eseguito Apache Hadoop. È sotto licenza Apache License 2.0.

## Caratteristiche
- Supporta HDFS e Apache HBase
- Legge i formati di file Hadoop, tra cui formati di testo, LZO, SequenceFile, Avro, RCFile, e Parquet
- Supporta Hadoop security (autenticazione Kerberos)
- Fine-grained, autorizzazione basata sul ruolo con Sentry
- Usa metadati, driver ODBC, e sintassi SQL syntax di Apache Hive